# 11289 Frescobaldi
11289 Frescobaldi è un asteroide della fascia principale. Scoperto nel 1991, presenta un'orbita caratterizzata da un semiasse maggiore pari a 3,1025557 UA e da un'eccentricità di 0,1490903, inclinata di 2,83706° rispetto all'eclittica.